# Euryphagus miniatus
Euryphagus miniatus är en skalbaggsart som först beskrevs av Leon Fairmaire 1904.  Euryphagus miniatus ingår i släktet Euryphagus och familjen långhorningar. Inga underarter finns listade i Catalogue of Life.